# 黙示録の四騎士 (1961年の映画)
『黙示録の四騎士』（もくしろくのよんきし、英語: Four Horsemen of the Apocalypse, 「（ヨハネの）黙示録の四騎士」の意）は、1961年製作、1962年公開、ヴィンセント・ミネリ監督によるアメリカ合衆国の長編劇映画である。

## 略歴・概要
スペインの作家・ビセンテ・ブラスコ・イバニェスの小説を1921年にレックス・イングラムが映画化し、主演のルドルフ・ヴァレンティノが人気を博したサイレント映画『黙示録の四騎士』の再映画化である。再映画化にあたって、時代背景を第一次世界大戦から第二次世界大戦中に移行している。企画当初、ヴィンセント・ミネリは、メインキャストにアラン・ドロンとロミー・シュナイダーを希望したが、ともに断られた。実際にキャスティングされたグレン・フォードとイングリッド・チューリンは、原作の登場人物よりもかなり年長である。チューリンは英語が堪能であったが、アンジェラ・ランズベリーが吹き替えている。

## キャスト
クレジット順に役を演じた俳優と、その右に役名、括弧内は日本語吹替声優（テレビ版）を記載する。
- グレン・フォード - フリオ（近藤洋介）
- イングリッド・チューリン - マルゲリート（伊藤幸子）
- シャルル・ボワイエ - マルセロ（真木恭介）
- リー・J・コッブ - フリオ・マダリアガ
- ポール・ルーカス - カール・フォン・ハルトロット（高塔正康）
- イヴェット・ミミュー - チチ（小谷野美智子）
- カール・ベーム - ハインリッヒ・フォン・ハルトロット
- ポール・ヘンリード - エティエンヌ・ローリエ（大木民夫）
- ハリエット・マッギボン - ドンナ・ルイザ
- キャスリン・ギヴニー - エレノア・フォン・ハルトロット
- マーセル・ ヒレアー - アルマン・ディビエ
- ジョージ・ドレンツ - フォン・クライグ将軍
- スティーヴン・ベカッシー - クラインドルフ大佐
- ネスター・ペイヴァ - ミゲル
- アルベール・レミ - フランソワ

## 註
1. 1 2  The 4 Horsemen of the Apocalypse, Internet Movie Database, 2010年4月8日閲覧。
2. ↑  黙示録の四騎士、キネマ旬報映画データベース、2010年4月8日閲覧。